# 2004 en Australie
Chronologie de l'Australie
- 2000
- 2001
- 2002
- 2003
- 2004
- 2005
- 2006
- 2007
- 2008

Cet article présente les faits marquants de l'année 2004 en Australie.

## En exercice
- Monarque –  Reine Élisabeth II
- Gouverneur général – Michael Jeffery
- Premier ministre – John Howard (réélu en octobre)

## Évènements
- 16 janvier : Le Commandant en chef des Forces armées, Peter Cosgrove, s'entretient avec le Chef d'état-major des armées des États-Unis, Richard Myers, sur des sujets de sécurité et de défense antimissile[1].
- 8 février : Le gouverneur du Queensland Peter Beattie est réélu avec une grande majorité[2].
- 14-15 février : Des émeutes entre la police et des habitants aborigènes (en) éclatent à Redfern, dans la banlieue de Sydney[3].
- 23 février : Démission du Premier ministre de Tasmanie, Jim Bacon, à la suite de l'annonce d'un cancer inopérable[4].
- 27 mars : Le candidat libéral Campbell Newman bat son adversaire travailliste Tim Quinn et devient maire de Brisbane. C'est la fin de treize ans de gouvernance travailliste dans la ville[5].
- 18 mai : Un accord de libre-échange est signé entre l'Australie et les États-Unis[6].
- 15 juin : Le ministre de la Défense, Robert Hill, reconnait dans une déclaration devant le Sénat avoir induit en erreur le Parlement concernant la connaissance des abus subis par des prisonniers irakiens à la prison d’Abu Ghraib[7].

- 5 juillet : Un accord de libre-échange est signé entre l'Australie et la Thaïlande[8].
- 9 août : Démission de Richard Butler, le Gouverneur de Tasmanie[9].
- 9 septembre : L'ambassade australienne à Jakarta, en Indonésie, est victime d'une attaque à la bombe. On dénombre neuf victimes[10] (ou onze[11]) et plus d'une centaine de blessés.
- 9 octobre : Des élections fédérales ont lieu. John Howard, issu du parti libéral, est reconduit pour un quatrième mandat[12].
- 9 novembre : Le Victoria est le premier état australien (en) à reconnaitre les personnes aborigènes dans sa Constitution[13].
- 26 décembre : 26 australiens décèdent dans le tsunami qui frappe une majorité de pays côtiers de l'océan Indien[14].

## Culture
- 1er janvier : Lancement de la première chaîne numérique commerciale en clair du pays, Tasmanian Digital Television[15].
- 29 février : Le film d'animation Harvie Krumpet remporte plusieurs prix internationaux, donc le Prix du court métrage d'animation (Animated Short Film) aux Oscars du Cinéma[16].

## Sports
- 24 mars : Le club des Sydney Kings bat West Sydney Razorbacks et remporte la Championat d'Australie de baskett-ball[17].
- 4 avril : Le club de football de Perth Glory bat Parramatta Power SC (en) lors de la dernière édition de la National Soccer League[18]. Le championnat est renommé en A-League l'année suivante.
- 13-29 août : L'Australie remporte 50 médailles, dont 17 en or, lors des Jeux olympiques d'été[19].
- 25 septembre : Le club de football australien Port Adelaide Power bat Brisbane Lions et remporte l'Australian Football League pour la première fois[20].
- 3 octobre : Le club de rugby à XIII des Canterbury-Bankstown Bulldogs remporte la National Rugby League en battant les Sydney Roosters[21].

## Naissances
- Teagan Croft, actrice

## Décès
- 3 janvier : Des Corcoran (en), Premier ministre d'Australie-Méridionale
- 16 février : Shirley Strickland, athlète
- 24 mars : Rupert Hamer, Premier ministre du Victoria
- 20 juin : Jim Bacon, Premier ministre de Tasmanie
- 7 juillet : Xiaokai Yang (en), économiste
- 17 août : Thea Astley, romancière
- 22 août : Marcel Caux (en), dernier militaire à avoir participé à la bataille de Pozières pendant la Première Guerre mondiale
- 4 septembre : Walter Campbell, avocat et gouverneur du Queensland
- 6 novembre : Johnny Warren, footballeur et entraineur
- 20 novembre : Yvonne Aitken (en), botaniste